# K-pop Selection
K-pop Selection è un album di raccolta della cantante sudcoreana BoA, pubblicato nel 2004.

## Tracce
1. No. 1 – 3:12
2. Milky Way – 3:19
3. Listen to My Heart – 3:57
4. Time to Begin – 3:36
5. ID; Peace B – 3:58
6. My Sweetie – 3:37
7. Day – 4:13
8. Don't Start Now – 3:43
9. Atlantis Princess – 3:44
10. Realize (Stay With Me) – 4:17
11. Sara – 3:53
12. Where Are You – 3:47
13. Come to Me – 3:35
14. Waiting – 4:17
15. The Lights of Seoul – 4:26